# Eurovision Song Contest – Das deutsche Finale 2024
La prima edizione di Eurovision Song Contest – Das deutsche Finale si è tenuta il 16 febbraio 2024 presso lo Studio Berlin Adlershof di Berlino e ha selezionato il rappresentante della Germania all'Eurovision Song Contest 2024.
Il vincitore è stato Isaak con Always on the Run.

## Organizzazione
Il 15 maggio 2023, poco dopo la finale dell'Eurovision Song Contest 2023, l'emittente radiotelevisiva pubblica Norddeutscher Rundfunk (NDR) ha confermato la partecipazione della Germania all'Eurovision Song Contest 2024 a Malmö. Il successivo 7 settembre è stato confermato l'utilizzo di una selezione nazionale, denominata Eurovision Song Contest – Das deutsche Finale, per la selezione del rappresentante nazionale; dal medesimo giorno gli artisti interessati hanno avuto la possibilità di inviare le proprie candidature entro il successivo 15 ottobre.
L'evento si è tenuto in un'unica serata il 16 febbraio 2024 presso gli Studio Berlin Adlershof di Berlino, con la conduzione di Barbara Schöneberger e ha visto 9 artisti competere per la possibilità di rappresentare il proprio paese a Malmö. I risultati sono stati decisi da una combinazione di 8 giurie internazionali da 5 membri ciascuna e voto del pubblico, che ha potuto esprimere la propria preferenza via televoto, SMS e online.

### Giuria
La giuria di Das deutsche Finale è stata composta da 8 giurie internazionali da 5 membri ciascuna. I portavoce delle giure sono stati:
- Austria – Cesár Sampson (Rappresentante dell'Austria all'Eurovision Song Contest 2018)
- Croazia – Anja Cerar
- Islanda – Rúnar Freyr Gíslason
- Lituania – Ieva Narkutė
- Regno Unito – Katrina Leskanich (Vincitrice dell'Eurovision Song Contest 1997 come parte dei Katrina and the Waves)
- Spagna – Álvaro Soler
- Svezia – Lina Hedlund
- Svizzera – Luca Hänni (Rappresentante della Svizzera all'Eurovision Song Contest 2019)

## Ich will zum ESC!

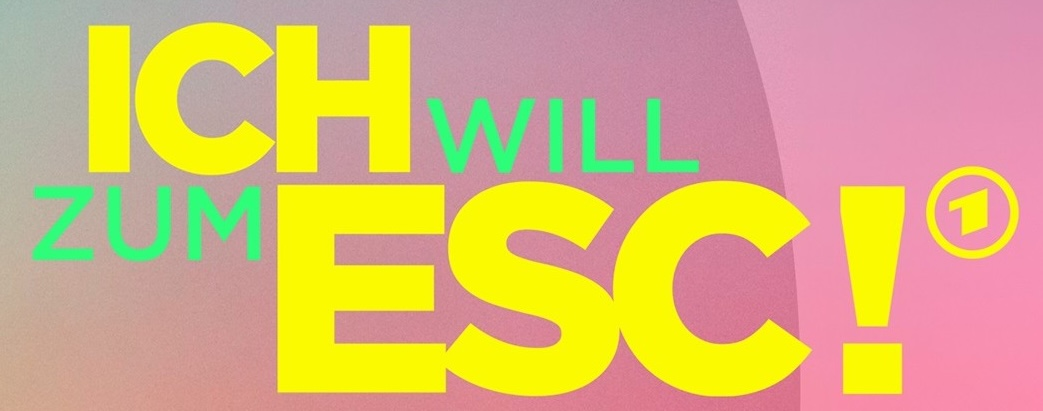
Logo di Ich will zum ESC!

Ich will zum ESC! è stata la preselezione organizzata da ARD e Hessischer Rundfunk (HR), in onda dal 25 gennaio all'8 febbraio 2024, con l'obiettivo di selezionare un ulteriore finalista per Eurovision Song Contest – Das deutsche Finale fra i 15 artisti selezionati fra le proposte ricevute. In un format simile a The Voice, in ogni episodio i coach Conchita Wurst e Rea Garvey hanno valutato i concorrenti da far entrare nel proprio team. I quattro finalisti, due per team, hanno avuto accesso alla fase finale dove hanno presentato il loro inedito; il vincitore della preselezione è stato decretato esclusivamente dal televoto.
Audizioni
La prima fase, che comprende le audizioni, ha impegnato i coach e i concorrenti per le prime 2 puntate. Ogni coach ha avuto a sua disposizione il pulsante "I Want You" con il quale hanno valutato il talento, se almeno uno dei coach è convinto, l'artista passerà alla fase successiva, con ogni giudice in cerca di cinque artisti per unirsi al loro team. Se nessuno dei giudici preme il pulsante, il concorrente viene eliminato dalla competizione.
Legenda
- Il coach preme il bottone "I want you"
- L'artista è eliminato perché nessun coach preme il bottone "I want you"
- L'artista sceglie di far parte della squadra di questo coach

| Ordine | Artista  | Canzone (cantante originale)      | Scelte dei coach | Scelte dei coach |
| Ordine | Artista  | Canzone (cantante originale)      | Conchita Wurst   | Rea Garvey       |
| ------ | -------- | --------------------------------- | ---------------- | ---------------- |
| 1      | Christos | Be Yourself (Christos)            |                  |                  |
| 2      | Bibiane  | Toxic (Britney Spears)            | —                |                  |
| 3      | Apollson | Love on the Brain (Rihanna)       | —                | —                |
| 4      | Anne     | Don't Stop Me Now (Queen)         |                  | —                |
| 5      | Paul     | Out of Time (Paul)                | —                |                  |
| 6      | Jamina   | Creep (Radiohead)                 | —                | —                |
| 7      | Esther   | Slave to the Rhythm (Grace Jones) | Giudizio sospeso | Giudizio sospeso |

| Ordine | Artista  | Canzone (cantante originale)              | Scelte dei coach | Scelte dei coach |
| Ordine | Artista  | Canzone (cantante originale)              | Conchita Wurst   | Rea Garvey       |
| ------ | -------- | ----------------------------------------- | ---------------- | ---------------- |
| 1      | Esther   | What a Wonderful World (Louis Armstrong)  | —                |                  |
| 2      | Sophie   | Schön genug (Sophia)                      |                  |                  |
| 3      | Luca     | When I Was Your Man (Bruno Mars)          |                  |                  |
| 4      | Celina   | Physical (Dua Lipa)                       | —                | —                |
| 5      | Sven     | Beggin' (Måneskin)                        |                  | —                |
| 6      | Marie    | Irgendwas bleibt (Silbermond)             | —                | —                |
| 7      | Béranger | Wild Drift (Béranger)                     | —                |                  |
| 8      | Lyn      | Calm After the Storm (The Common Linnets) | —                | —                |
| 9      | Florian  | What Was I Made For? (Billie Eilish)      | —                |                  |

Vocal Coaching
Al termine delle audizioni, nella terza puntata i coach hanno suddiviso il loro team in due gruppi, assegnando un brano con cui esibirsi in una prova di canto a cappella e procedere alla scelta dei migliori quattro per team da portare alla fase successiva.
Legenda
- L'artista accede alla fase successiva
- L'artista è eliminato

| Ordine | Coach          | Artisti  | Canzone (cantante originale)         |
| ------ | -------------- | -------- | ------------------------------------ |
| 1      | Conchita Wurst | Christos | Take Me to Church (Hozier)           |
| 1      | Conchita Wurst | Sven     | Take Me to Church (Hozier)           |
| 2      | Conchita Wurst | Anne     | Time After Time (Cyndi Lauper)       |
| 2      | Conchita Wurst | Luca     | Time After Time (Cyndi Lauper)       |
| 2      | Conchita Wurst | Sophie   | Time After Time (Cyndi Lauper)       |
| 3      | Rea Garvey     | Florian  | Dancing on My Own (Robyn)            |
| 3      | Rea Garvey     | Bibiane  | Dancing on My Own (Robyn)            |
| 4      | Rea Garvey     | Esther   | You Get What You Give (New Radicals) |
| 4      | Rea Garvey     | Béranger | You Get What You Give (New Radicals) |
| 4      | Rea Garvey     | Paul     | You Get What You Give (New Radicals) |

Lip-sync Challenge
Nella quarta puntata i coach assegnano un brano ad ogni artista del loro team ma, a differenza delle fasi precedenti, i concorrenti dovranno esibirsi in lip-sync per la valutare la loro presenza scenica e procedere alla scelta dei migliori tre per team da portare alla penultima fase.
Legenda
- L'artista accede alla fase successiva
- L'artista è eliminato

| Ordine | Coach          | Artisti  | Canzone (cantante originale)       |
| ------ | -------------- | -------- | ---------------------------------- |
| 1      | Rea Garvey     | Florian  | Can't Stop (Red Hot Chili Peppers) |
| 2      | Rea Garvey     | Bibiane  | Running Up That Hill (Kate Bush)   |
| 3      | Rea Garvey     | Béranger | Maniac (Michael Sembello)          |
| 4      | Rea Garvey     | Paul     | Sex on Fire (Kings of Leon)        |
| 5      | Conchita Wurst | Luca     | Think About Things (Daði Freyr)    |
| 6      | Conchita Wurst | Sophie   | Karma (Taylor Swift)               |
| 7      | Conchita Wurst | Sven     | Roller (Apache 207)                |
| 8      | Conchita Wurst | Anne     | Wildberry Lillet (Nina Chuba)      |

Songwriting Challenge
Nella quinta puntata, l'ultima fase prima della finale, i coach mettono alla prova i loro team in una gara di composizione di una canzone da presentare successivamente ai giudici come brano da presentare alla fase finale. Al termine della prova i coach selezionano i migliori due per team da far accedere alla finale.
Legenda
- L'artista accede alla fase successiva
- L'artista è eliminato

| Ordine | Coach          | Artisti | Canzone (cantante originale) |
| ------ | -------------- | ------- | ---------------------------- |
| 1      | Conchita Wurst | Anne    | Yellow Brick Road (Anne)     |
| 2      | Rea Garvey     | Bibiane | Walk You Home Safe (Bibiane) |
| 3      | Rea Garvey     | Florian | Scars (Florian)              |
| 4      | Conchita Wurst | Luca    | Farben neuer Tage (Luca)     |
| 5      | Rea Garvey     | Paul    | Out of Time (Paul)           |
| 6      | Conchita Wurst | Sven    | TBA (Sven)                   |

Finale
Nella fase finale, in onda dal vivo, i quattro finalisti presentano per la prima volta i loro inediti scritti e composti durante lo show. Il 7 febbraio 2024 è stato annunciato il ritiro di Bibiane Z dalla competizione per problemi di salute.
Il voto del pubblico tramite televoto ha proclamato Floryan vincitore della preselezione e, di conseguenza, 9º finalista di Eurovision Song Contest – Das deutsche Finale.
| Ordine | Artista       | Titolo             | Lingua            | Compositori                                                            | Televoto | Televoto | Posizione |
| ------ | ------------- | ------------------ | ----------------- | ---------------------------------------------------------------------- | -------- | -------- | --------- |
| 1      | Anne Im       | Yellow Brick Road  | Inglese           | Anne Im, Toby Whyle, Lukas Klement, Thomas Neuwirth, Sebastian Bertram | 6 856    | 27,40%   | 3         |
| 2      | Floryan       | Scars              | Inglese           | Florian Rößler, Leif Bent, Rea Garvey                                  | 9 392    | 37,54%   | 1         |
| 3      | Luca W. Wefes | Farben neuer Tage  | Tedesco, italiano | Sebastian Bertram, Thomas Neuwirth, Lukas Klement, Luca Maurizio Wefes | 8 771    | 35,06%   | 2         |
| —      | Bibiane Z     | Walk You Home Safe | Inglese           | Claudio Mikulski, Bibiane Zimmermann, Malou Beling, Sara Joy Hartman   | —        | —        | —         |

## Partecipanti
NDR, con l'ausilio di una giuria internazionale composta da 20 membri, ha selezionato dapprima i 32 artisti con le canzoni migliori tra le 693 proposte ricevute, e con una seconda scrematura ha selezionato i primi 8 finalisti, annunciati il 19 gennaio 2024. L'ultimo finalista, selezionato tramite lo show Ich will zum ESC!, è stato annunciato l'8 febbraio 2024.
Fra i finalisti c'è Max Mutzke che ha precedentemente rappresentato la Germania all'Eurovision Song Contest 2004.
| Artista      | Titolo            | Lingua  | Compositori                                                  |
| ------------ | ----------------- | ------- | ------------------------------------------------------------ |
| Bodine Monet | Tears like Rain   | Inglese | Ashley Hicklin, Lukas Hällgren, Pele Loriano, Roxane Ischi   |
| Floryan      | Scars             | Inglese | Florian Rößler, Leif Bent, Rea Garvey                        |
| Galant       | Katze             | Tedesco | Mona Meiller, Paul-Aaron Wolf                                |
| Isaak        | Always on the Run | Inglese | Greg Taro, Isaak Guderian, Kevin Lehr, Leo Salminen          |
| Leona        | Undream You       | Inglese | Elsa Søllesvik, Leona Preuss, Maria Christensen, Simon Davis |
| Marie Reim   | Naiv              | Tedesco | Tim Peters                                                   |
| Max Mutzke   | Forever Strong    | Inglese | Justin Balk, Max Mutzke, Sebastian Schubert, Simon Oslender  |
| NinetyNine   | Love on a Budget  | Inglese | Daniel Leon Schmidt, Henrik Menzel, Mirko Michalzik          |
| Ryk          | Oh Boy            | Inglese | Rick Jurthe                                                  |

## Finale
La finale si è tenuta il 16 febbraio 2024 presso lo Studio Berlin Adlershof di Berlino ed è stata presentata da Barbara Schöneberger. L'ordine d'esibizione è stato reso noto il 13 febbraio 2024.
Durante la serata sono intervenuti come ospiti Rea Garvey e Conchita Wurst, presentatori dello show Ich will zum ESC!, Mary Roos, rappresentante della Germania all'Eurovision Song Contest 1972 e 1984, Riccardo Simonetti, Florian Silbereisen, Alli Neumann, Michelle, rappresentante della Germania all'Eurovision Song Contest 2001, e i Lord of the Lost, rappresentanti della Germania all'Eurovision Song Contest 2023.
Isaak è stato proclamato vincitore trionfando sia nel televoto che nel voto della giuria.
| # | Artista      | Titolo            | Punteggio | Punteggio | Punteggio | Punteggio | Posizione |
| # | Artista      | Titolo            | Giuria    | Televoto  | Televoto  | Totale    | Posizione |
| - | ------------ | ----------------- | --------- | --------- | --------- | --------- | --------- |
| 1 | NinetyNine   | Love on a Budget  | 37        | 18 434    | 17        | 54        | 7         |
| 2 | Leona        | Undream You       | 36        | 16 650    | 16        | 52        | 8         |
| 3 | Isaak        | Always on the Run | 74        | 110 116   | 103       | 177       | 1         |
| 4 | Galant       | Katze             | 52        | 52 367    | 46        | 98        | 6         |
| 5 | Floryan      | Scars             | 8         | 17 393    | 16        | 24        | 9         |
| 6 | Bodine Monet | Tears like Rain   | 55        | 48 156    | 45        | 100       | 5         |
| 7 | Ryk          | Oh Boy            | 51        | 97 410    | 91        | 142       | 3         |
| 8 | Marie Reim   | Naiv              | 40        | 65 518    | 61        | 101       | 4         |
| 9 | Max Mutzke   | Forever Strong    | 55        | 107 072   | 101       | 156       | 2         |

| Brano             | CHE | HRV | ESP | LTU | GBR | ISL | AUT | SWE | Totale |
| ----------------- | --- | --- | --- | --- | --- | --- | --- | --- | ------ |
| Love on a Budget  | 3   | 3   | 5   | 5   | 10  | 6   | 2   | 3   | 37     |
| Undream You       | 4   | 10  | 6   | 3   | 3   | 4   | 4   | 2   | 36     |
| Always on the Run | 10  | 6   | 8   | 8   | 12  | 8   | 12  | 10  | 74     |
| Katze             | 2   | 5   | 10  | 10  | 2   | 12  | 3   | 8   | 52     |
| Scars             | 1   | 1   | 1   | 1   | 1   | 1   | 1   | 1   | 8      |
| Tears like Rain   | 6   | 12  | 3   | 6   | 4   | 10  | 8   | 6   | 55     |
| Oh Boy            | 12  | 4   | 2   | 4   | 6   | 5   | 6   | 12  | 51     |
| Naiv              | 8   | 2   | 12  | 2   | 5   | 2   | 5   | 4   | 40     |
| Forever Strong    | 5   | 8   | 4   | 12  | 8   | 3   | 10  | 5   | 55     |